# District de Khairpur
Le district de Khairpur (en ourdou : ضلع خیرپور) est une subdivision administrative de la province du Sind au Pakistan. Constitué autour de sa capitale Khairpur, le district est entouré par districts de Larkana, de Shikarpur et de Sukkur au nord, l'Inde à l'est, les districts de Sanghar et de Shaheed Benazirabad au sud et enfin le district de Naushahro Feroze à l'ouest.
C'est le deuxième plus vaste district de la province et le cinquième plus peuplé, avec 2,4 millions d'habitants en 2017. Il contient de nombreuses écoles d'enseignement supérieur et est un fief électoral de la Ligue musulmane du Pakistan (F), parti politique mineur, ainsi que du Parti du peuple pakistanais, un ministre en chef de la province Qaim Ali Shah est originaire.

## Histoire

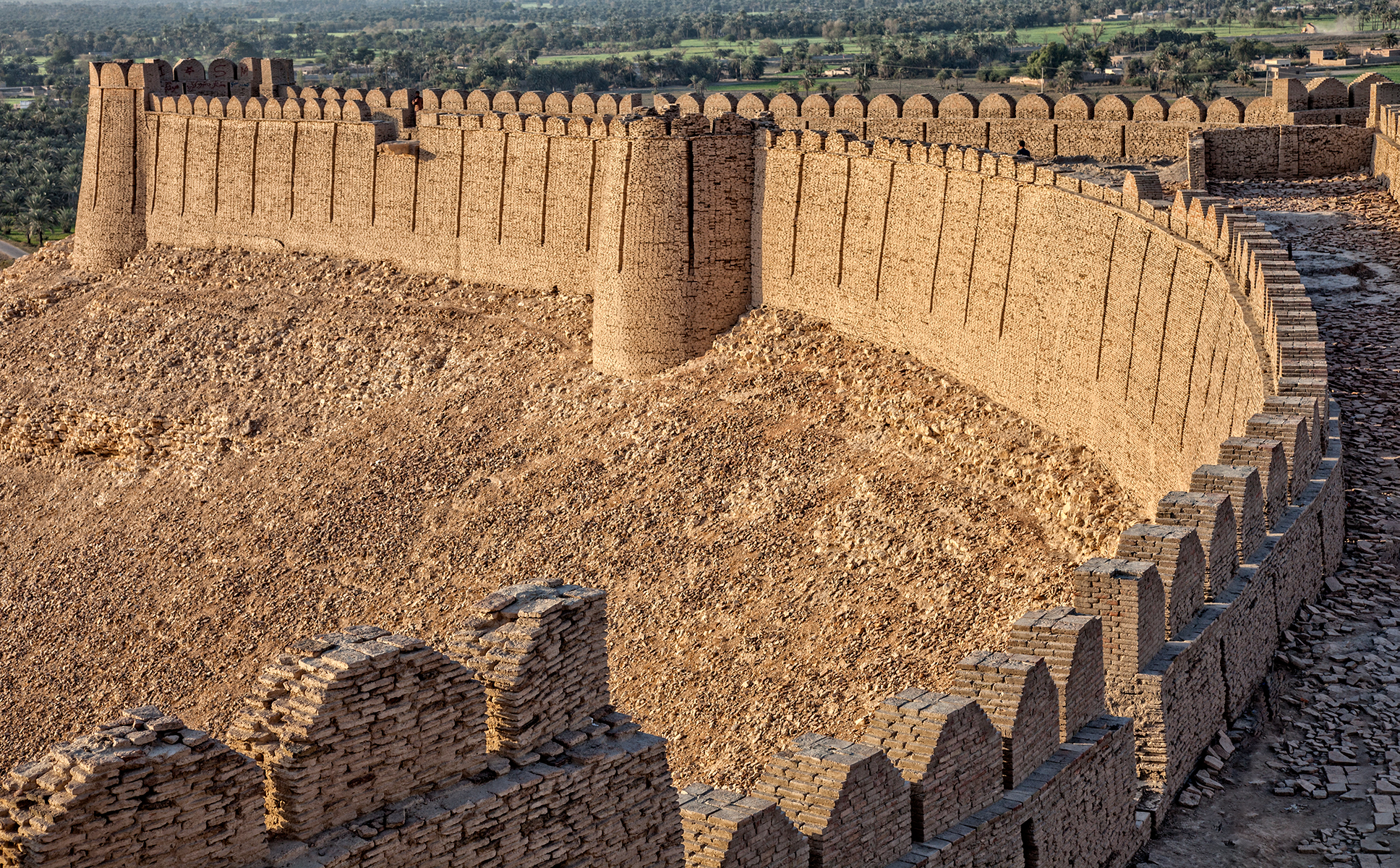
Le fort de Kot Diji.

La région de Khairpur a été sous la domination de diverses puissances au cours de l'histoire, notamment le Sultanat de Delhi puis l'Empire moghol. Ainsi, le district compte plusieurs monuments historiques, à l'instar du fort de Kot Diji ou du palais Faiz Mahal, construits à la fin du XVIIIe siècle.
En 1783, la ville de Khairpur est fondée alors qu'un État princier est établi en 1986 par la dynastie Talpur sur ce qui constitue aujourd'hui les frontières du district. Il est intégré au Raj britannique en 1858, puis la population majoritairement musulmane a soutenu la création du Pakistan en 1947. L’État princier est dissout et devient district le 14 octobre 1955.

## Démographie

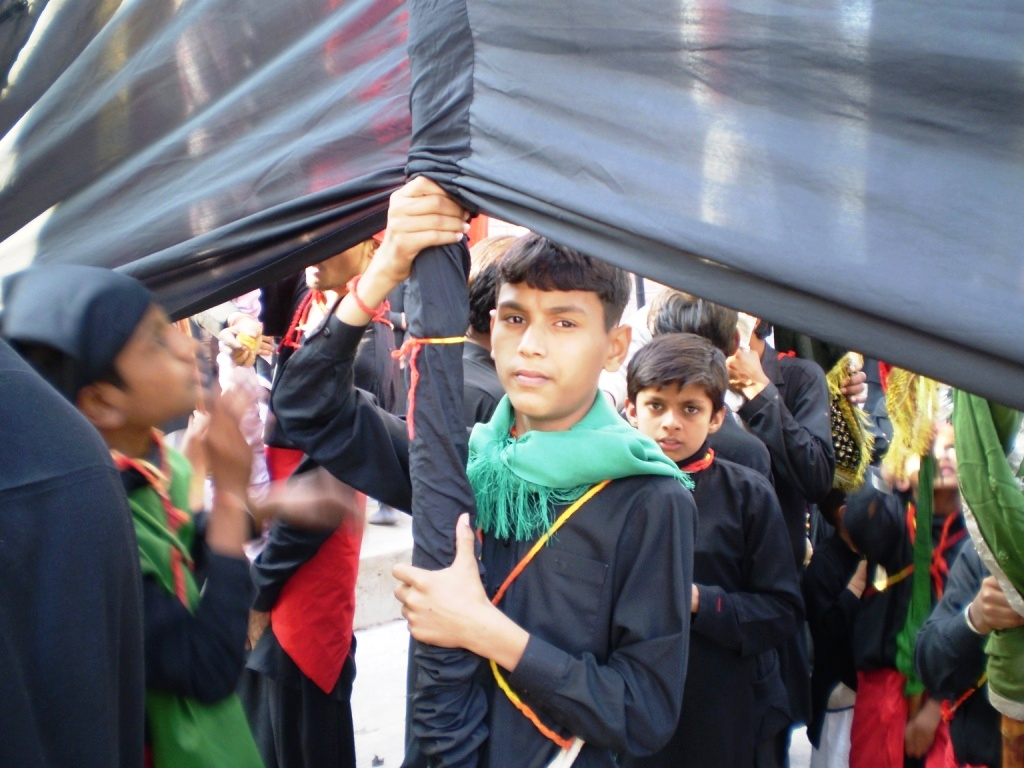
Habitants du district lors d'une cérémonie.

Lors du recensement de 1998, la population du district a été évaluée à 1 546 587 personnes, dont environ 24 % d'urbains. Le taux d'alphabétisation était de 36 % environ, inférieur aux moyennes nationale et provinciale de 44 % et 45 % respectivement. Il se situait à 50 % pour les hommes et 20 % pour les femmes, soit un différentiel de 30 points, nettement supérieure aux 20 points de la province du Sind.
Le recensement suivant mené en 2017 pointe une population de 2 404 334 habitants, soit une croissance annuelle de 2,3 %, semblable aux moyennes nationale et provinciale de 2,4 %. Le taux d'urbanisation augmente pour s'établir à 33 %.
La langue la plus parlée du district est le sindhi, qui compte près de 94 % de locuteurs. On trouve de petites minorités parlant pendjabi et ourdou. Le district compte une minorité hindoue de 7 % de la population en 1998.

## Administration

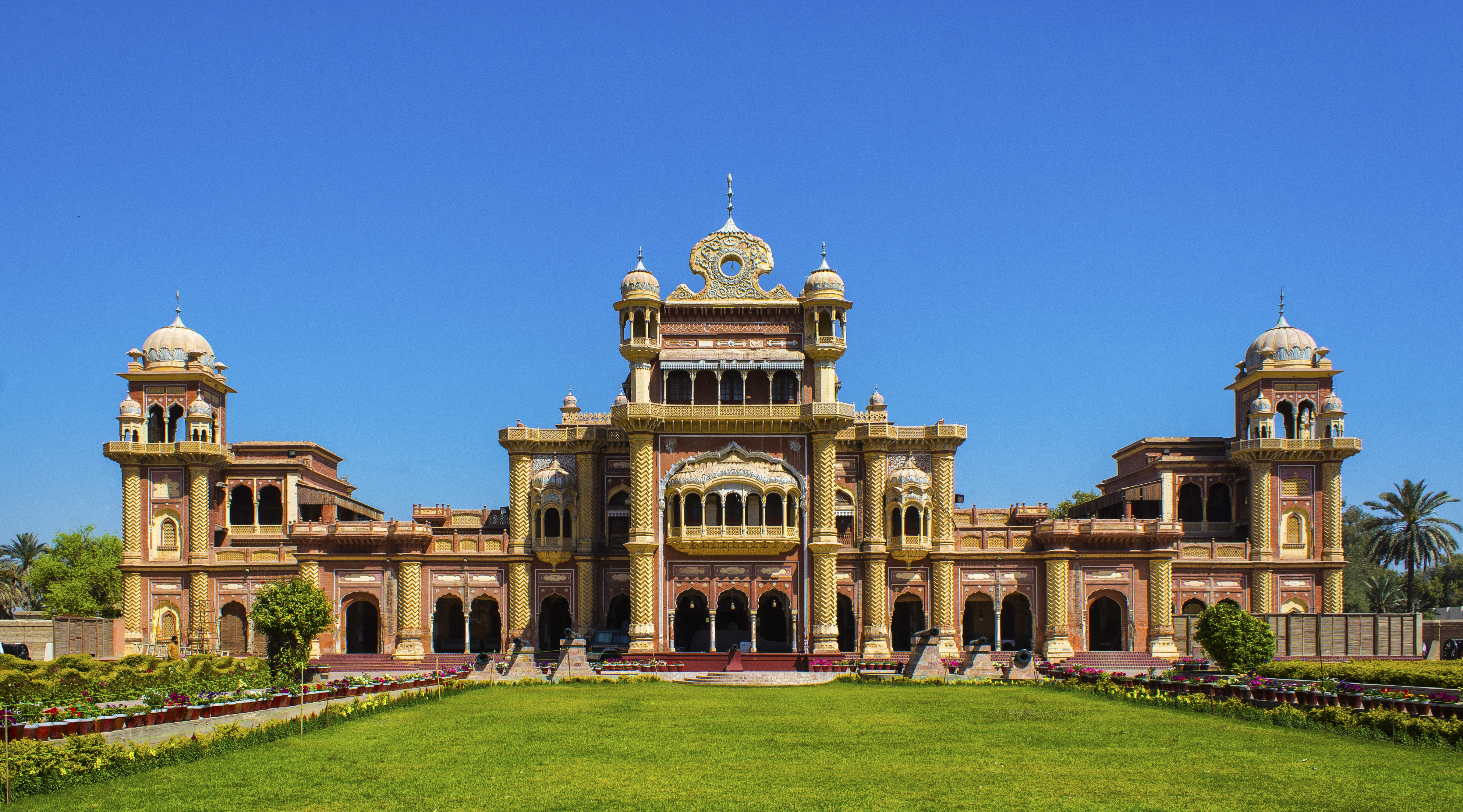
Le palais Faiz Mahal, à Khairpur.

Le district est divisé en huit tehsils ainsi que 86 Union Councils.
| Tehsil     | Population (rec. 2017) |
| ---------- | ---------------------- |
| Faiz Ganj  | 224 004                |
| Gambat     | 263 746                |
| Khairpur   | 440 752                |
| Kingri     | 340 218                |
| Kot Diji   | 348 899                |
| Mirwah     | 352 491                |
| Nara       | 160 985                |
| Sobho Dero | 274 428                |

Dix-sept villes du district comptent plus de 20 000 habitants. La plus importante est de loin la capitale Khairpur, qui rassemble près de 8 % de la population du district et 24 % de sa population urbaine. Réunies, toutes ces villes représentent 89 % de la population urbaine.
| no | Ville       | Population (rec. 2017) | no | Ville         | Population (rec. 2017) |
| -- | ----------- | ---------------------- | -- | ------------- | ---------------------- |
| 1  | Khairpur    | 183 181                | 10 | Setharja      | 29 856                 |
| 2  | Gambat      | 53 354                 | 11 | Hingorja      | 29 022                 |
| 3  | Pir Jo Goth | 47 528                 | 12 | Piryaloi      | 25 648                 |
| 4  | Choondiko   | 38 641                 | 13 | Khuhra        | 24 268                 |
| 5  | Kot Diji    | 37 538                 | 14 | Thari Mirwah  | 23 656                 |
| 6  | Ranipur     | 33 587                 | 15 | Tando Mir Ali | 23 649                 |
| 7  | Pacca Chang | 32 960                 | 16 | Therhi        | 22 925                 |
| 8  | Sobhodero   | 31 342                 | 17 | Ahmedpur      | 21 956                 |
| 9  | Faqirabad   | 31 277                 |    |               |                        |

## Économie et éducation

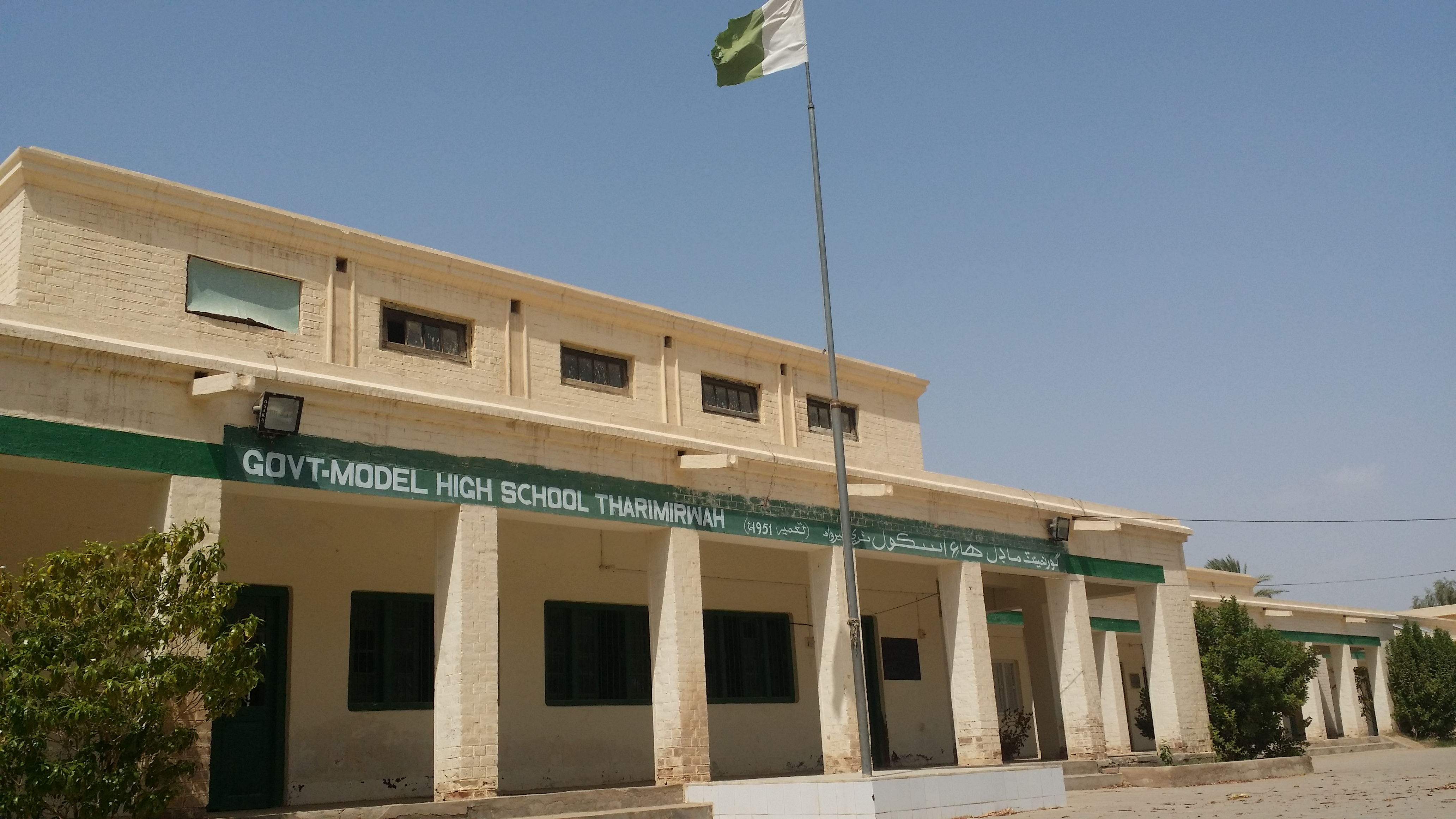
Lycée à Thari Mirwah.

Le district de Khairpur est relativement excentré et principalement rural. La capitale Khairpur est située sur la ligne de chemin de fer entre Hyderabad et Rohri et, avec Ranipur, sur la route nationale no 5.
Selon un classement national sur la qualité de l'éducation, le district se trouve en dessous de la médiane du pays, avec une note de 50 sur 100 et une égalité entre filles et garçons de 73 %. Il est classé 104e sur 141 districts au niveau des résultats scolaires et 75e sur 155 au niveau de la qualité des infrastructures des établissements du primaire. Le district contient par ailleurs de nombreuses institutions d'enseignement supérieur et secondaire, dont deux universités et six facultés.

## Politique
Le district est représenté par les six circonscriptions no 29 à 34 à l'Assemblée provinciale du Sind. Lors des élections législatives de 2008, elles sont remportées par cinq candidats du Parti du peuple pakistanais (PPP) et un de la Ligue musulmane du Pakistan (F) (LMP-F), et durant les élections législatives de 2013, par quatre candidats du PPP et deux de la LMP-F. La première circonscription du district a été remportée les deux fois par Qaim Ali Shah, ministre en chef du Sind de 2008 à 2016. À l'Assemblée nationale, il est représenté par les trois circonscriptions no 215 et 217. Lors des élections de 2008, elles ont été remportées par deux candidats du PPP et un de la LMP-F, et durant les élections de 2013, par un candidat du PPP et deux de la LMP-F.
À la suite de la réforme électorale de 2018, le district est représenté par les trois circonscriptions no 208 à 210 à l'Assemblée nationale ainsi que les sept circonscriptions no 26 à 32 de l'Assemblée provinciale. Lors des élections législatives de 2018, le PPP remporte huit des dix élus et la Grande alliance démocratique, qui a agrégé la LMP-F, les deux sièges restants.
| Parti                                       | Voix (national) | %       | Élus nationaux | Élus provinciaux |
| ------------------------------------------- | --------------- | ------- | -------------- | ---------------- |
| Parti du peuple pakistanais                 | 294 780         | 55,24 % | 3              | 5                |
| Grande alliance démocratique                | 212 882         | 39,89 % | 0              | 2                |
| Muttahida Majlis-e-Amal                     | 4 220           | 0,79 %  | 0              | 0                |
| Autres partis                               | 5 236           | 0,98 %  | 0              | 0                |
| Indépendants                                | 16 552          | 3,10 %  | 0              | 0                |
| Total exprimés (participation : 52,21 %)    | 533 670         | 100 %   | 3              | 7                |
| Source : Commission électorale du Pakistan, |                 |         |                |                  |